# Weihmörting (Neuhaus am Inn)

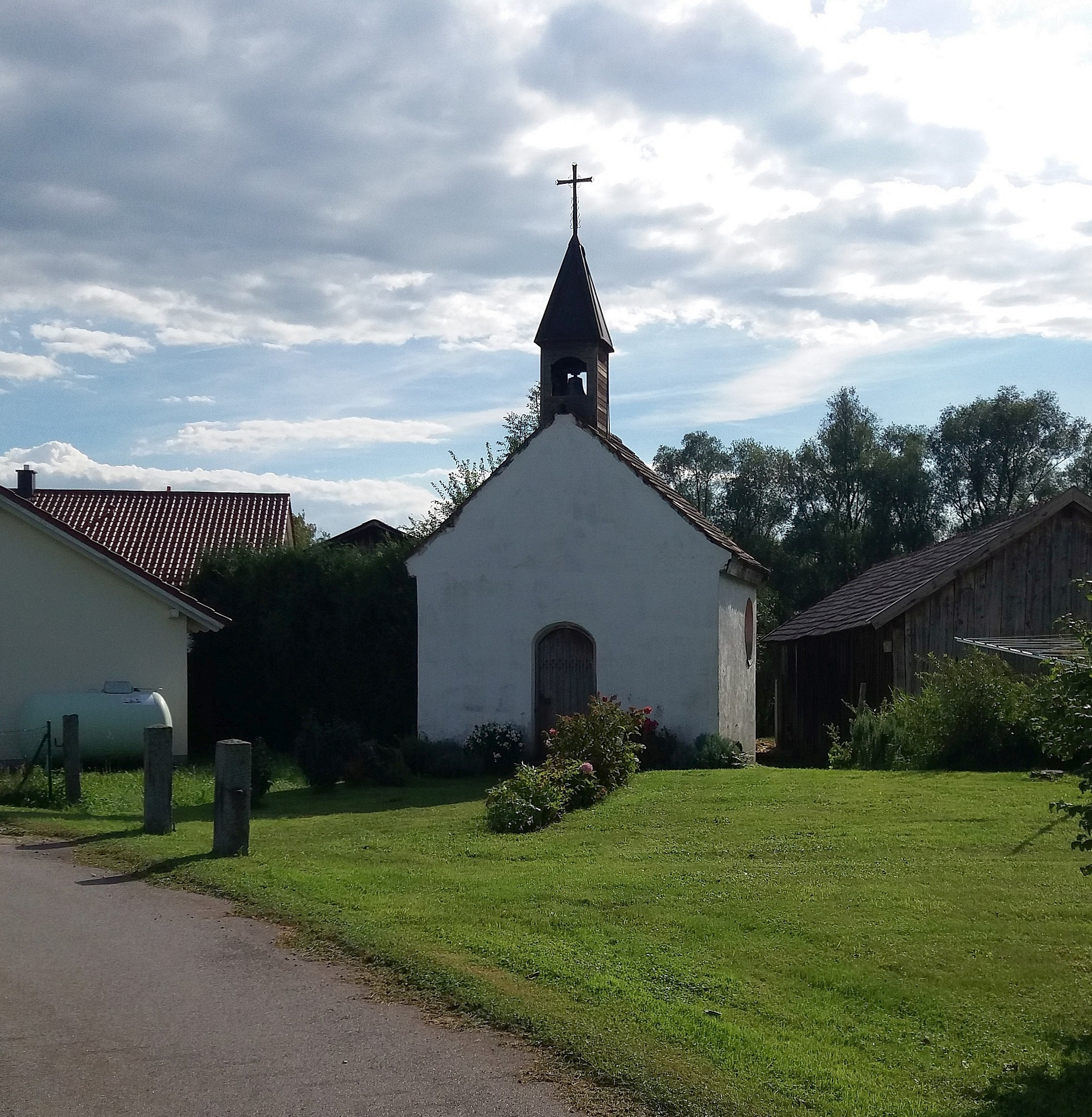
Kapelle in Weihmörting

Weihmörting ist ein Gemeindeteil der Gemeinde Neuhaus am Inn im niederbayerischen Landkreis Passau (Bayern). Der Weiler ist landwirtschaftlich geprägt und besteht überwiegend aus Bauernhöfen.

## Lage
Der Weiler Weihmörting liegt ca. 1,4 km südlich des Gemeindehauptortes Neuhaus an der Straße nach Mittich, welche die Rott hier nahe ihrer Mündung in den Inn mittels der denkmalgeschützten hölzernen Rottbrücke (siehe unten) überquert. Weihmörting befindet sich auf einer flachen Anhöhe am nördlichen Ufer der Rott, die den Weiler auf drei Seiten (im Westen, Süden und Osten) umfließt, ehe sie östlich von Weihmörting in den Inn mündet. Westlich des Weilers befindet sich der Neuhauser See sowie der damit verbundene und als Naturbad genutzte Schifferersee, während unmittelbar südlich von Weihmörting der Ausbach zunächst in die Rott und von dort weiter in den Inn fließt.

## Geschichte
Historisch wurde der Weiler Weihmörting bei Neuhaus am Inn zur Unterscheidung vom Kirchdorf Weihmörting bei Rotthalmünster als Nieder-Weihmörting bezeichnet. Die Namensgleichheit der beiden Orte führte und führt immer wieder zu Verwechslungen. Der Name Weihmörting, eigentlich St. Weih-Martin, leitet sich im Fall von Weihmörting bei Neuhaus am Inn von der bis zum Anfang des 19. Jahrhunderts im Weiler stehenden Kirche zu Ehren des Heiligen Martin ab, deren Ursprünge laut Lamprecht auf das 9. Jahrhundert zurückgehen. Die unterirdisch erhaltenen mittelalterlichen und frühneuzeitlichen Reste  im Bereich der 1808 abgetragenen Kirche St. Martin in Weihmörting stehen heute als Baudenkmal D-2-7546-0106 unter Denkmalschutz.

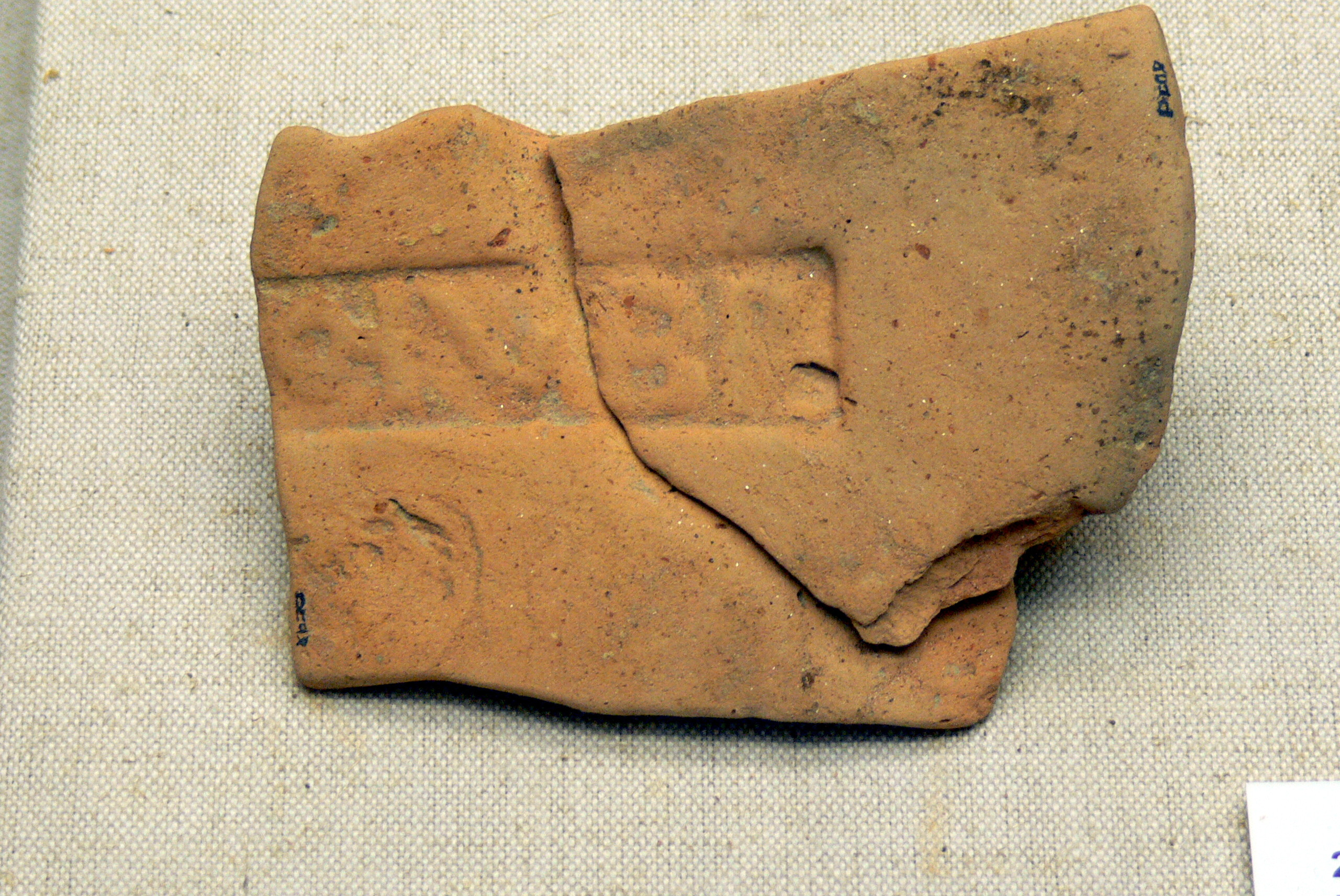
Ziegelstempel der Cohors V Breucorum im Römermuseum Kastell Boiotro, Passau

In römischer Zeit gehörte das Gebiet um Neuhaus nördlich des Inn, und damit auch der heutige Weiler Weihmörting, zur Provinz Raetia. Beim Abriss der Weihmörtinger Martinskirche im Jahr 1808 wurden mehrere Römersteine gefunden. Eines dieser Monumente war der Rest eines Grabaltars mit Delphin (ediert als CIL 3, 11782/HD042452), der heute im Landshut-Museum aufbewahrt wird. Ein weiteres trug die Inschrift Noreiae sacrum, was Lamprecht so interpretierte, dass in dieser Gegend das boische Noreia zu suchen sein müsse. Dieses heute ebenfalls im Landshut-Museum aufbewahrte und inzwischen als Altar der Cohors V Breucorum identifizierte Stück (ediert als CIL 3, 11781/HD042451) lässt den Schluss zu, dass die Einheit gegen Mitte des 3. Jahrhunderts n. Chr. in dieser Gegend stationiert oder zumindest für einen längeren Zeitraum anwesend war.
Im 12. Jahrhundert bestand in Weihmörting ein Meierhof des Passauer Domkapitels.
Südlich von Weihmörting erstreckt sich jenseits der Rott eine weitgedehnte Fläche, auf der am 18. Januar 1742 während des Österreichischen Erbfolgekriegs ein Gefecht zwischen habsburgischen und wittelsbachischen Truppen stattfand, bei dem die wittelsbachischen Truppen nach dem Verlust von 500 Mann eine Niederlage erlitten.
Mit dem Frieden von Teschen 1779 kamen die östlich des Inn gelegenen Gebiete des Kurfürstentums Bayern als „Innviertel“ zu Österreich. Dies hatte auch Auswirkungen auf Weihmörting, da der Untere Inn, der bis dahin in erster Linie ein Handelsweg innerhalb Bayerns gewesen war, damit zum Grenzfluss zwischen dem Kurfürstentum Bayern und Österreich ob der Enns wurde.

## Rottbrücke

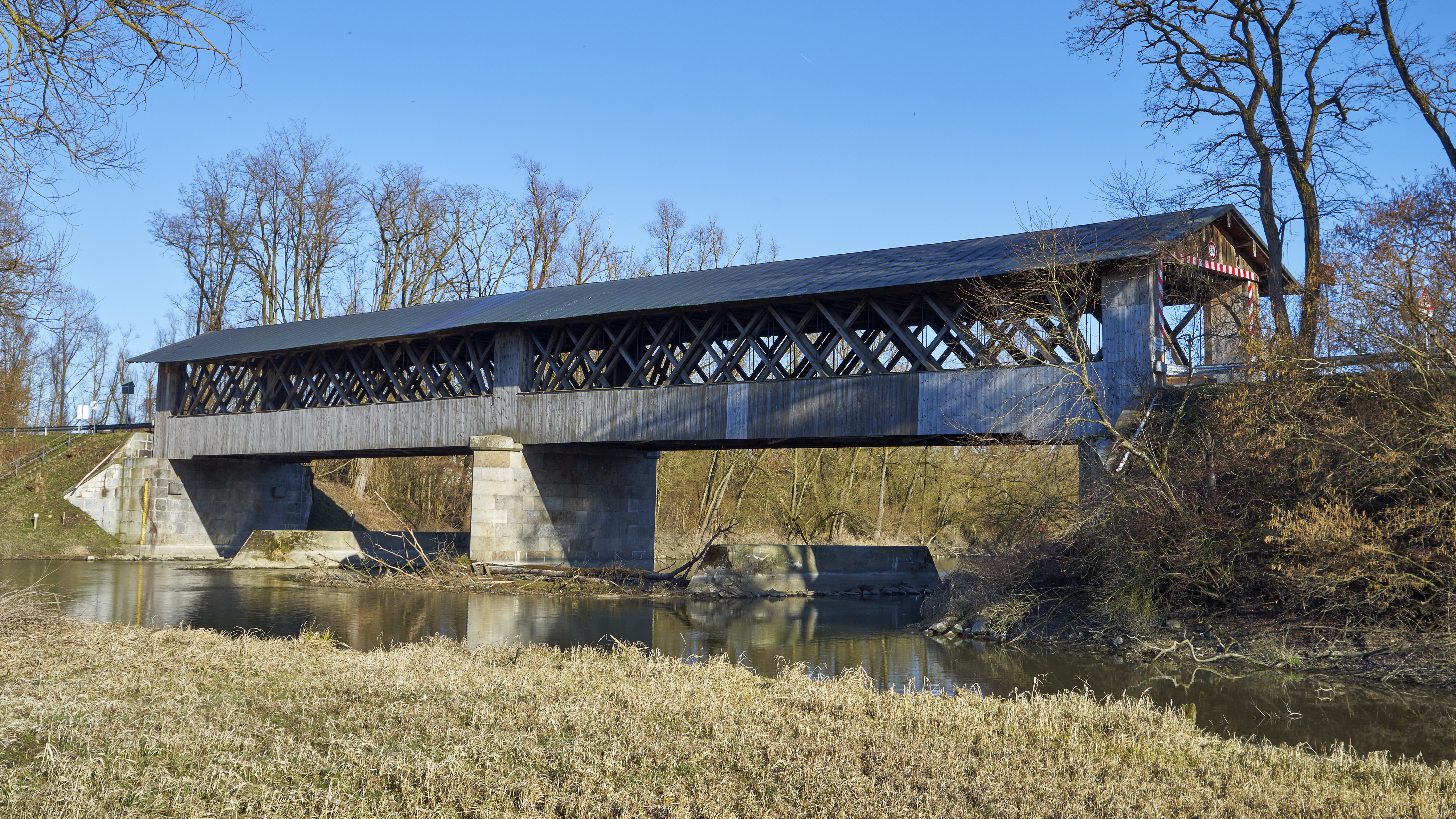
Weihmörtinger Rottbrücke, Seitenansicht

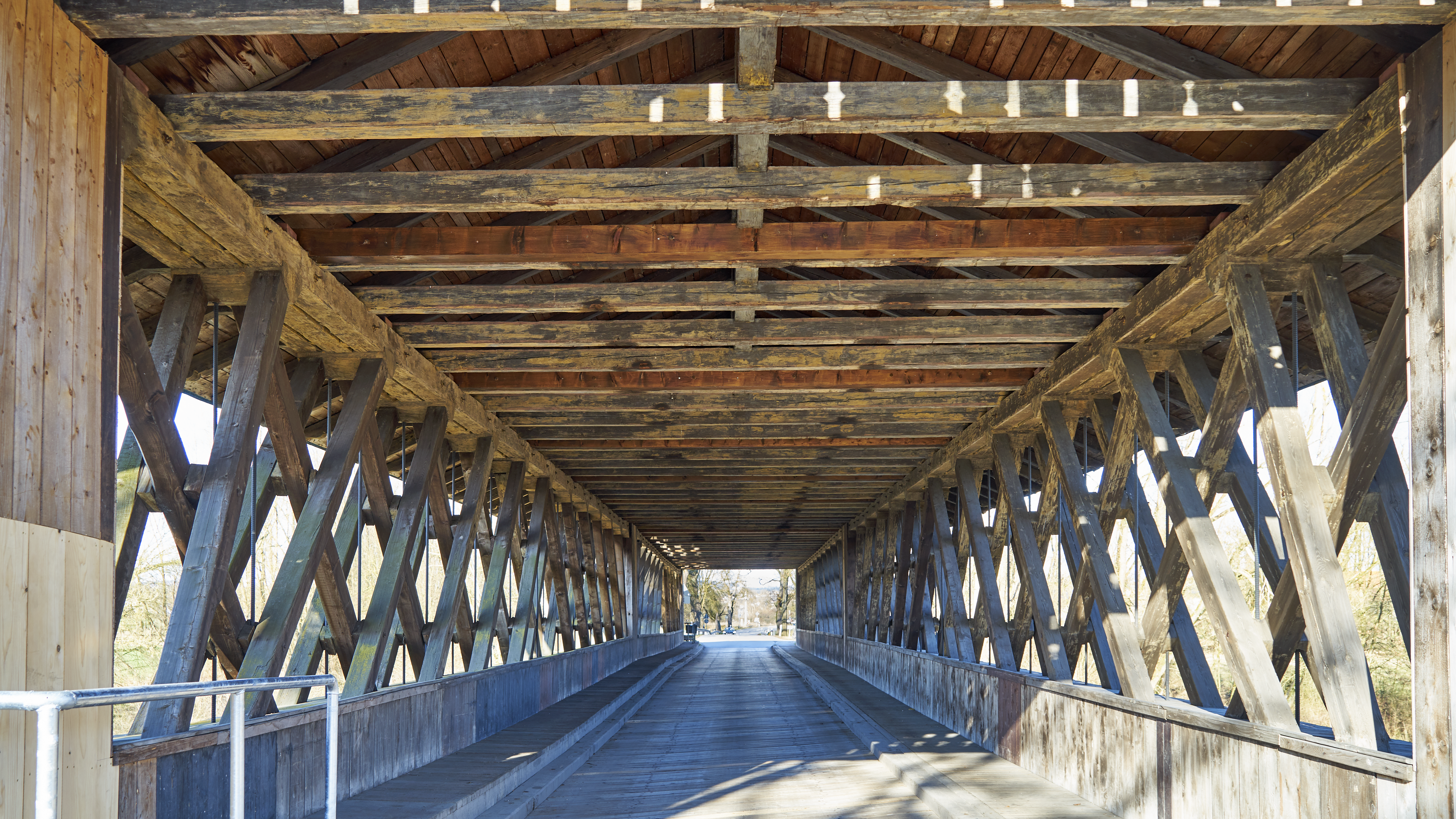
Weihmörtinger Rottbrücke, innen

Die Weihmörtinger Rottbrücke ermöglicht eine direkte Straßenverbindung zwischen Neuhaus und Mittich und ist als gedeckte Holzbrücke ausgeführt. Die bestehende hölzerne Gitterbrückenkonstruktion wurde in den Jahren 1852 bis 1853 errichtet, doch gab es an dieser Stelle seit mindestens 1742 eine Brücke. Auch die Truppen Napoleons wählten im Fünften Koalitionskrieg 1809 diese Verbindung, um später von Neuhaus aus die Stadt Schärding angreifen zu können. Bis zum Bau der Brücken in diesem Bereich existierte bei Weihmörting eine Fährverbindung über die Rott, wobei einer der Bauern zu Weihmörting das Fährrecht innehatte. Die historische Holzbrücke steht als Baudenkmal D-2-75-134-46 unter Denkmalschutz.
Die Weihmörtinger Rottbrücke ist derzeit (2023) für Kraftfahrzeuge gesperrt und nur für Radfahrer und Fußgänger benutzbar, so dass der übrige Verkehr über die Rott auf die B 512 ausweichen muss.